# Yu Dafu
Yu Dafu (xinès tradicional: 鬱達夫, xinès simplificat: 郁达夫, pinyin: Yù Dáfū; Fuyang, Xina 1896 - Sumatra, 1945) fou un escriptor xinès. Va ser un dels membres de la Lliga d'Escriptors Esquerrans fundada el 1930 i un dels fundadors de la Creation Society (创造 社), entitat dedicada a la promoció de la literatura moderna xinesa.

## Biografia
Yu Dafu va néixer el 7 de desembre de 1896, a finals de la dinastia Qing, en una família intel·lectuals de Fuyang (浙江 富阳), una petita ciutat del riu Fuchun (富春), al suburbi de Hangzhou, a la província xinesa de Zhejiang. El 1903, a l'edat de set anys, va entrar, a en una escola privada tradicional, després, el 1905, a l'escola pública de Fuchun, una escola progressista amb els principis d'ensenyament moderns defensats pels cercles reformistes de l'època, oberts a Occident.
El 1912 va entrar a la Universitat de Hangzhou, d'on va ser expulsat per participar en les manifestacions estudiantils en favor de Sun Yat-sen.

### Estada al Japó
El setembre de 1913, el seu germà gran, Yu Mantuo va aconseguir una beca per anar a estudiar dret al Japó, i Yu Dafu va seguir el mateix procés. Japó va ser el destí dels intel·lectuals xinesos frustrats per les seves aspiracions liberals que hi van trobar un entorn propici per a totes les innovacions. Després d'uns quants mesos d'aclimatació, en particular la lingüística, Yu Dafu va entrar el juliol de 1914 a l'any preparatori per la Universitat Imperial de Tòquio. Un any més tard, el setembre de 1915, va anar a la Universitat de Nagoya per estudiar medicina i va tornar el 1919 a Tòquio, on va ingressar a la universitat imperial a la secció d'economia política.
Yu va fer els seus estudis superiors al Japó on va coincidir amb un grup d'estudiants i intel·lectuals xinesos. El juny de 1921, Yu amb Guo Moruo i Cheng Fangwu per fundar l'empresa "Creació" (创造 社), amb l'objectiu de promoure la nova literatura xinesa.

### Retorn a la Xina
El març de 1922 va tornar a la Xina després d'acabar els seus estudis universitaris. Va continuar a Xangai la carrera literària iniciada a Tòquio. El 1923, després d'uns mesos ensenyant anglès a Anhui, va marxar de Xangai cap a Pequín, on va ser nomenat professor d'estadística de la Universitat de Beida i posteriorment el 1925 a la Universitat de Wuchang i després a Canton on va coincidir amb Guo Moruo i Lu Xun. El 1927, insatisfet amb l'ambient de Canton, va preferir tornar a Xangai. El 1930 va entrar a la LLiga d'Escriptors Esquerrans, on entre altres s'hi van reunir Lu Xun, Mao Dun i Ding Ling.
Durant la guerra sino-japonesa (1937-45), Yu va escriure propaganda anti-japonesa des de Wuhan i Singapur. Quan Singapur va caure en mans dels japonesos el 1942, va fugir a Sumatra,el 17 de setembre de 1945, on va ser executat per la policia militar japonesa poc després de finalitzar la guerra.

### Carrera literària
Deixeble de Guo Moruo, i amic de Lu Xun, Yu Dafu va participar en totes les lluites de l'avantguarda literària dels anys vint que van contribuir a l'aparició i desenvolupament de la nova literatura xinesa.
El 1921 va publicar la seva primera col·lecció de contes: tres contes, “Ofegament” (沉沦), “Sortida cap al sud” (南迁) i “Una mort gris. plata ”(银灰色 的 死), que van provocar un escàndol amb els seus temes i la llibertat del seu to, amb un estil completament nou de caràcter autobiogràfic que havia portat amb ell des del Japó. La primera novel·la de Yu va aparèixer el 1928, amb un èxit moderat. El 1935 es va publicar la seva última i més important obra de ficció, Chuben ("Vol").
A part de la seva activitat com escriptor Yu va ser editor de diverses publicacions literàries com del mensual ‘Benliu’(奔流), "Literatura i cultura del poble" (大众 文艺) i fundador del diari "Dazhong wenyi" (literatura de masses).

## Obres destacades
- 1921: Chenlun 沉淪 (Sinking)
- 1927: Rijijiuzhong 日記九種 (Nine Diaries)
- 1927: Guoqu 過去 (The Past)
- 1928: 迷羊 (Mi Yang)
- 1932: « Fleurs d'osmanthe tardives » (迟桂花)
- 1935: Chuben 出奔 (Flight)